# Mircea Anastasescu
Mircea Anastasescu (ur. 18 marca 1931 w Bukareszcie, zm. w grudniu 1987) – rumuński kajakarz, uczestnik Igrzysk Olimpijskich w 1952 w Helsinkach, Igrzysk Olimpijskich w 1956 w Melbourne oraz Igrzysk Olimpijskich w 1960 w Rzymie. 

## Igrzyska Olimpijskie 1952
Na Igrzyskach w Helsinkach Mircea Anastasescu był jedynym zawodnikiem debiutującej reprezentacji Rumunii w kajakarstwie. W kajakach jedynkach na 1000 metrów w swojej grupie eliminacyjnej Anastasescu zajął ostatnie 6. miejsce.

## Igrzyska Olimpijskie 1956
W Melbourne Anastasescu wystąpił w kajakach dwójkach wraz z Stavru Teodorovem. Ekipa rumuńska zajęła czwarte miejsce.

## Igrzyska Olimpijskie 1960
W Rzymie Mircea Anastasescu wziął udział w sztafecie 4 × 500m i zajął 6. miejsce.